# سیبیل باک
سیبیل باک (انگلیسی: Sibyl Buck؛ زادهٔ ۲۷ مهٔ ۱۹۷۲) یک مانکن (فرد)، و خواننده اهل ایالات متحده آمریکا است.
از فیلم‌ها یا برنامه‌های تلویزیونی که وی در آن نقش داشته است می‌توان به عنصر پنجم اشاره کرد.